# Monkee Bizniz Vol. 2
Monkee Bizniz Vol. 2 è il tredicesimo mixtape del rapper italiano Bassi Maestro, autoprodotto e pubblicato nel 2005.

## Tracce
1. Intro
2. MC's e Rasta di Cockdee & Babaman
3. Sound Bwoy Killaz di Babaman
4. Freestyle (esclusivo) di Medda
5. Non sei una figa di Microspasmi feat. Fabri Fibra
6. Freestyle (esclusivo) di Jack the Smoker
7. Popolare (Milano Classic Remix) di Marracash
8. Clapshit (anteprima) di Amir
9. Freestyle (esclusivo) di Rido MC
10. Piumini gonf (anteprima) di MDT
11. Interlude di El Prez
12. Grosso! (esclusivo) di Cockdini
13. Seguimi di DJ Fede feat. Sparo
14. Freestyle (esclusivo) di Kiave
15. Guai (esclusivo) di Zampa
16. Don't Call Me Mista di Mistaman
17. Detto fatto (Luda Remix) di Supa
18. Lamademonio di Massakrasta
19. My Life Is the Story di FatFatCorFunk & NessInfamous
20. Artista distratto (Remix) di Ape
21. Vero cuoio Sano Business
22. Febbre di L-Duke feat. Naghe
23. Ferite profonde (anteprima) di Jap
24. Check It Out di Cockdee feat. Federica